# Comprensorio Medio Basento
L'Associazione Sportiva Dilettantistica Comprensorio Medio Basento è una squadra italiana di calcio a 5 della città di Matera. Ha militato fino al 2022 in Serie A, massima serie del campionato italiano di calcio a 5, non iscrivendosi al campionato di Serie A 2022-2023.

## Storia
La sezione di calcio a 5 nasce all'interno della Polisportiva Calciano, un'associazione sportiva nata nel 2002 nel comune di Calciano in provincia di Matera. Il primo risultato di rilievo arriva con la promozione in Serie C2 al termine della stagione 2006-2007. Dopo due stagioni in Serie C2, la squadra torna in Serie D, ma dopo due anni risale nuovamente in Serie C2. 
Dopo aver raggiunto la salvezza al termine della stagione 2012-2013, la dirigenza del club decide di trasferirsi presso il palazzetto dello sport della vicina Grassano, anche per allargare il bacino di attrazione. La nuova stagione si conclude al terzo posto nel girone A della Serie C2 e nell'estate 2014 il club cambia denominazione in A.S.D. Comprensorio Medio Basento. Il cambio nome è seguito da due promozioni consecutive, che portano il C.M.B. prima in Serie C1 e poi in Serie B, con anche la vittoria della Coppa Italia regionale nel 2016. Alla prima stagione in Serie B il C.M.B. conclude al terzo posto nel girone F, accedendo anche ai play-off promozione, venendo eliminato subito al primo turno dall'Assoporto Melilli. Nella successiva stagione 2017-2018 il C.M.B. viene inserito nel girone H assieme a compagini calabresi e siciliane, concludendo il girone al secondo posto dietro al Real Cefalù. Ammesso ai play-off promozione, il C.M.B. elimina prima l'Assoporto Melilli al primo turno e poi il Paola al secondo turno, conquistando così la promozione in Serie A2. Per il primo campionato in Serie A2 viene confermato alla guida della squadra Fausto Scarpitti. Il C.M.B. è inserito nel girone C della Serie A2, prendendo la testa del girone alla sesta giornata e ingaggiando una sfida a distanza col Sandro Abate, dal quale subisce la prima e unica sconfitta stagionale. L'ultima partita della stagione regolare vede le due squadre sfidarsi in uno scontro diretto in terra irpina: il C.M.B. vince per 8-6 e conquista la prima storica promozione in Serie A.
Nell'estate del 2020 avviene la fusione con il Futura Matera e la squadra si trasferisce nel capoluogo prendendo il nome di Signor Prestito CMB Matera e giocando le sue partite casalinghe nella storica Tensostruttura di Via dei Sanniti nel rione Serra Rifusa. Dopo aver disputato il campionato di Serie A 2021-2022 giungendo al decimo posto, rinuncia all'iscrizione nel campionato successivo.  

### Squadra femminile
Concluse le attività nel settore maschile, la società, nel frattempo trasferitasi nel contiguo comune di Salandra, si iscrive al campionato regionale di Serie C: le biancoazzurre ottengono subito la promozione in serie cadetta. Nella stagione 2023-2024 le lucane vincono il campionato di Serie B di calcio a 5 femminile, essendo così promosse in Serie A.

## Partecipazioni ai campionati
Si riportano di seguito le partecipazioni ai campionati della società dalla stagione 2007-2008 in poi.
| Livello | Categoria | Partecipazioni | Debutto   | Ultima stagione | Totale |
| ------- | --------- | -------------- | --------- | --------------- | ------ |
| 1º      | Serie A   | 3              | 2019-2020 | 2021-2022       | 3      |
| 2º      | Serie A2  | 1              | 2018-2019 | 2018-2019       | 1      |
| 3º      | Serie B   | 2              | 2016-2017 | 2017-2018       | 2      |
| 4º      | Serie C1  | 1              | 2015-2016 | 2015-2016       | 1      |
| 5º      | Serie C2  | 6              | 2007-2008 | 2014-2015       | 6      |

## Società

### Organigramma societario
Di seguito l'organigramma della società.
- Cesare Costantino - Presidente onorario
- Rocco Auletta - Presidente
- Rocco Scarcella - Vice presidente
- Mario Rinaldi - Direttore generale
- Angelo Pascale - Direttore sportivo
- Mario Albano - Responsabile settore giovanile
- Rocco Dimasi - Responsabile settore giovanile
- Carmine Benedetto - Segretario
- Berardino Brandi - Dirigente
- Nicola Montemurro - Dirigente
- Antonio Loguercio - Dirigente
- Michele Incampo - Responsabile area comunicazione
- Giuseppe Pianelli - Responsabile area comunicazione